# Quốc lộ 37C
Quốc lộ 37C là tuyến đường bộ nối 2 tỉnh Ninh Bình và Phú Thọ có tổng chiều dài là 73,5 km được phê duyệt năm 2018. Đây là tuyến đường đường kết nối các quốc lộ 37B, quốc lộ 10, và Quốc lộ 1 thuộc vùng duyên hải Bắc Bộ với đường Hồ Chí Minh.

## Hướng tuyến
Theo văn bản phê duyệt của chính phủ, Tuyến đường Quốc lộ 37C có chiều dài tuyến là 73,5 km, điểm đầu tại Quốc lộ 37B thuộc xã Yên Cường, tỉnh Ninh Bình và điểm cuối tại cầu Thung Trâm trên đường Hồ Chí Minh, xã An Bình, tỉnh Phú Thọ. Trong đó:
- Đoạn qua Ninh Bình dài 52,97 km,
- Đoạn qua Hòa Bình dài 20,5 km

Chi tiết tuyến quốc lộ 37C được xác định theo Văn bản số 4376/BGTVT-KCHT ngày 24-4-2017 của Bộ GTVT.
Đoạn đi qua địa phận tỉnh Ninh Bình có điểm đầu tại nút giao với đường Quốc lộ 37B (Km90+350/Quốc lộ 37B) xã Yên Cường, đi theo đường huyện 57B, Quốc lộ 10, Quốc lộ 38B (Cát Đằng - Phố Cháy) sau đó theo tỉnh lộ 485 đến ngã tư Phủ Cầu tuyến đi thẳng đến âu Cổ Đam và vượt sông Đáy. qua xã Gia Trấn đến nút giao Gián Khẩu đi theo các đường tỉnh lộ 477 qua xã Gia Viễn và ngã ba Chạ vào tỉnh lộ 479, kết thúc tại Xích Thổ, xã Gia Lâm.
Đoạn đi qua địa phận tỉnh Phú Thọ dài gần 32 km, qua các xã Lạc Thủy, An Bình theo các đường tỉnh lộ 438 và đường tỉnh Liên Hòa - Hưng Thi.

## Tình trạng kỹ thuật
Quy mô tối thiểu đường cấp III, có 02 làn xe.

## Đường Vua Đinh
Quốc lộ 37C hình thành từ 2 tuyến đường ở 2 tỉnh Nam Định và Ninh Bình cũ đều có tên là đường Vua Đinh, kết nối quê ngoại, quê nội và căn cứ quân sự của Vua Đinh Tiên Hoàng. Ở huyện Ý Yên, tỉnh Nam Định cũ là tuyến đường Đanh nối các xã Yên Cường, Yên Thắng, Yên Tiến, Yên Hồng, Yên Chính tương truyền được hình thành từ thời Vua Đinh Tiên Hoàng trị vì, do kiêng tên húy họ Vua nên dân gian gọi chệch đi là đường Đanh; bên phía Ninh Bình đoạn đường từ xã Gia Thủy qua Gia Phú, thị trấn Thịnh Vượng tới xã Gia Phương cũng được gọi là đường Vua Đinh. Tuyến quốc lộ 37C còn được gọi là đường Vua Đinh do nó đi qua rất nhiều xã có đền Vua Đinh Tiên Hoàng cụ thể các di tích sau:
- Đền Vua Đinh ở xã Vạn Thắng, tỉnh Ninh Bình
- Đình Thượng Đồng, xã Vạn Thắng, tỉnh Ninh Bình
- Đình Cát Đằng, xã Vạn Thắng, tỉnh Ninh Bình
- Đền Thượng Thôn, xã Vạn Thắng, tỉnh Ninh Bình
- Đình Đằng Động, xã Ý Yên, tỉnh Ninh Bình
- Đình Viết, xã Phong Doanh, tỉnh Ninh Bình
- Đền thờ Đinh Bộ Lĩnh, xã Đại Hoàng, tỉnh Ninh Bình
- Núi Kỳ Lân - Lăng Phát Tích, xã Đại Hoàng, tỉnh Ninh Bình
- Đình Kính Chúc, xã Gia Hưng, tỉnh Ninh Bình
- Đình Mỹ Hạ, xã Gia Tường, tỉnh Ninh Bình
- Đình Ngọc Ba, xã Gia Tường, tỉnh Ninh Bình
- Đình Sóc Bai, thôn Yên Bồng, xã Lạc Thủy, tỉnh Phú Thọ